# Sebastian Hendel
Sebastian Hendel (* 1. Dezember 1995 in Reichenbach im Vogtland) ist ein deutscher Leichtathlet, welcher sich auf den Langstreckenlauf spezialisiert hat.

## Karriere
Am 27. Mai 2017 startete er im belgischen Oordegem und lief in 13:55,08 Minuten die 5000 Meter erstmals unter 14 Minuten. Dadurch qualifizierte er sich für die U23-Europameisterschaften 2017 im Zdzisław-Krzyszkowiak-Stadion in Bydgoszcz und startete dort gemeinsam mit Amanal Petros am 15. Juli im 5000-Meter-Lauf. In einer Zeit von 14:19,59 Minuten belegte er den achten Platz. Nach den U23-Europameisterschaften ging er bei den Deutschen Meisterschaften (DM) im Straßenlauf an den Start und erreichte über die 10 Kilometer in 29:26 Minuten (Platz 6) eine neue persönliche Bestzeit.
Am 12. Mai 2018 nahm er an der 10.000-Meter-DM in Pliezhausen teil und konnte dort den deutschen Meistertitel vor Simon Boch und Florian Orth in 29:13,64 Minuten gewinnen. Nachdem er bereits bei der DM seine persönliche Bestleistung im 10.000-Meter-Lauf verbessern konnte, gelang ihm dies am 9. Juni 2018 im niederländischen Leiden mit einer Zeit von 28:44,68 min erneut.
Bereits am 26. Mai 2018 verbesserte er erneut im belgischen Oordegem seine persönliche Bestleistung über die 5000 Meter auf 13:49,40 Minuten und belegte mit dieser Zeit den zwölften Platz. Am 22. Juli 2018 nahm er bei den deutschen Leichtathletik-Meisterschaften 2018 im Max-Morlock-Stadion in Nürnberg am 5000-Meter-Lauf teil und sicherte sich in 14:16,54 Minuten vor Orth und Petros erneut überraschend den deutschen Meistertitel.
Bei seinem EM-Debüt bei den Leichtathletik-Europameisterschaften 2018 in Berlin belegte er den 24. Platz und wurde zweitbester Deutscher mit 29:53,45 Minuten.

## Bestleistungen

### Freiluft
- 5000-Meter-Lauf: 13:49,40 min am 26. Mai 2018 in  Oordegem
- 10.000-Meter-Lauf: 28:27,11 min am 6. Juli 2019 in  London
- 10-Kilometer-Straßenlauf: 29:26 min am 3. September 2017 in  Bad Liebenzell
- Marathon: 2:07:33 h am 29. September 2024 in Berlin

### Halle
- Meilenlauf: 4:07,97 min am 5. März 2016 in  Boston
- 3000-Meter-Lauf: 7:56,86 min am 9. Februar 2019 in  Linz

## Familiäres
Im Juli 2016 heiratete er die kroatische Leichtathletin Kristina Božić, welche er beim Studium am Iona College in New York City kennengelernt hatte. Nach der Hochzeit zogen sie nach Deutschland und dort brachte Kristina am 12. Oktober 2016 den ersten gemeinsamen Sohn zur Welt.